# Megacerus coryphae
Megacerus coryphae är en skalbaggsart som först beskrevs av Olivier 1795.  Megacerus coryphae ingår i släktet Megacerus och familjen bladbaggar. Inga underarter finns listade i Catalogue of Life.